# Associazione Calcio Reggiana 1948-1949
Questa voce raccoglie le informazioni riguardanti l'Associazione Calcio Reggiana nelle competizioni ufficiali della stagione 1948-1949.

## La stagione
La serie B unica è una realtà molto complicata e nuova. La Reggiana diventa cooperativa e la presiede Renato Simonini, fratello di Alberto, deputato e ministro. Piero Ferrari resta alla guida della navicella granata, che perde due pezzi importanti: Suozzi, ceduto per un pacco di milioni alla Triestina, e Ivaldi, che va al Venezia, mentre Manfrinato finisce al Parma.
Arrivano dal Mantova il centravanti Roberto Beghi (che aveva già giocato nella Reggiana nel 1941-42) e la mezzala Giancarlo Forlani e dal Piacenza arriva il portiere (e bancario) reggiano Paolo Manfredini, che si alternerà con Livio Martinelli, poi vengono prelevati il centromediano Angelo Bruno Cortini, per sostituire Antonio Ivaldi, e la mezzala Leo Zavatti. L'inizio è da favola. Dopo la sconfitta di Venezia, vanno sotto Seregno e lo Spezia in trasferta (due gol di Beghi), poi è sconfitta al Mirabello con l'Alessandria, ma è doppia vittoria a Cremona e nel derby di Parma (2-0) con gol di Tolloi e Beghi. Si tenta il colpo di acceleratore e arriva dal Milan l'ex grande Bruno Arcari, detto Arcari IV. Ma le cose non vanno come si vorrebbe.
La Reggiana inizia a vacillare. Le trasferte al Sud lunghe e sfibranti, sono tutte senza esito positivo. Se ne va Pietro Ferrari e lo sostituisce lo stesso Bruno Arcari, poi dal Carpi arriva l'attaccante Alberto Bonaretti. La salvezza è raggiunta solo all'ultima gara di Verona. In A sono promosse Como e Venezia, scivolano in C Parma, Lecce, Seregno e Pescara.

## Divise
| Prima divisa |

## Rosa
| N. |                   | Ruolo | Calciatore           |
| -- | ----------------- | ----- | -------------------- |
|    | Italia (bandiera) | A     | Bruno Arcari         |
|    | Italia (bandiera) | A     | Otello Bonacini      |
|    | Italia (bandiera) | A     | Roberto Beghi        |
|    | Italia (bandiera) | D     | Carlo Benelli        |
|    | Italia (bandiera) | C     | Alberto Bonaretti    |
|    | Italia (bandiera) | A     | Bruno Borri          |
|    | Italia (bandiera) | D     | Angelo Bruno Cortini |
|    | Italia (bandiera) | C     | Giancarlo Forlani    |
|    | Italia (bandiera) | C     | Luigi Ganassi        |
|    | Italia (bandiera) | D     | Gino Giaroli         |

| N. |                   | Ruolo | Calciatore         |
| -- | ----------------- | ----- | ------------------ |
|    | Italia (bandiera) | D     | Antonio Lucchese   |
|    | Italia (bandiera) | P     | Paolo Manfredini   |
|    | Italia (bandiera) | A     | Walter Mantovani   |
|    | Italia (bandiera) | C     | Antenore Marmiroli |
|    | Italia (bandiera) | P     | Livio Martinelli   |
|    | Italia (bandiera) | C     | Athos Panciroli    |
|    | Italia (bandiera) | D     | Romeo Rossi        |
|    | Italia (bandiera) | D     | Luigi Saccani      |
|    | Italia (bandiera) | A     | Armando Tolloi     |
|    | Italia (bandiera) | C     | Leo Zavatti        |

## Risultati

### Campionato

#### Girone di andata
| Arbitro: | Cambi (Livorno) |

|                                         |           |  |
| Giaroli 44’ (aut.) Massagrande 46’, 67’ | Marcatori |  |

| Arbitro: | Mosca (Napoli) |

|                                        |           |  |
| Giaroli 36’ (rig.) Beghi 42’, 85’, 89’ | Marcatori |  |

| Arbitro: | Picasso (Milano) |

|  |           |                |
|  | Marcatori | 44’, 84’ Beghi |

| Arbitro: | Boffardi (Genova) |

|  |           |                       |
|  | Marcatori | 31’ Soffrido 90’ Tosi |

| Arbitro: | Matucci (Seregno) |

|  |           |            |
|  | Marcatori | 66’ Tolloi |

| Arbitro: | Valsecchi (Milano) |

|  |           |                      |
|  | Marcatori | 10’ Tolloi 87’ Beghi |

| Reggio Emilia 31 ottobre 1948 7ª giornata | Reggiana          | 0 – 0 | Brescia | Stadio Mirabello\| Arbitro: \| Fornari (Bologna) \| |
| Arbitro:                                  | Fornari (Bologna) |       |         |                                                     |

| Arbitro: | Arpaia (Forlì) |

|                                       |           |                            |
| Bimbi 1’, 23’ Pupillo 57’ Rinaldi 83’ | Marcatori | 21’ Beghi 63’ A. Marmiroli |

| Arbitro: | Carpani (Milano) |

|  |           |             |
|  | Marcatori | 12’ Badiali |

| Arbitro: | Scotto (Savona) |

|             |           |  |
| Šuprina 78’ | Marcatori |  |

| Arbitro: | Matucci (Seregno) |

|  |           |              |
|  | Marcatori | 87’ Calichio |

| Arbitro: | Balestrino (Oneglia) |

|                           |           |                  |
| Forlani 38’ Arcari IV 72’ | Marcatori | 69’ (aut.) Borri |

| Arbitro: | Lo Cascio (Palermo) |

|                |           |  |
| Castellano 36’ | Marcatori |  |

| Arbitro: | Silvano (Torino) |

|                             |           |  |
| Castaldo 32’, 63’ Nonis 57’ | Marcatori |  |

| Arbitro: | Savio (Torino) |

|                                    |           |               |
| Marmiroli 8’ Ganassi 53’ Beghi 67’ | Marcatori | 71’ Aliprandi |

| Arbitro: | Lo Cascio (Palermo) |

|            |           |  |
| Celani 50’ | Marcatori |  |

| Arbitro: | Stampacchia (Napoli) |

|          |           |  |
| Polo 43’ | Marcatori |  |

| Arbitro: | Pera (Firenze) |

|                            |           |  |
| Forlani 68’ C. Benelli 80’ | Marcatori |  |

| Arbitro: | Tassini (Verona) |

|                                                      |           |           |
| Lipizer 4’ Rabitti 18’ (rig.) Maesani 68’ Meroni 73’ | Marcatori | 89’ Beghi |

| Arbitro: | Arietti (Siena) |

|                  |           |                       |
| Fanin 78’ (aut.) | Marcatori | 62’ Massari 73’ Conti |

| Arbitro: | Bernardi (Savona) |

|                            |           |             |
| Taccola 23’ Chiappella 77’ | Marcatori | 37’ Forlani |

#### Girone di ritorno
| Arbitro: | Picasso (Milano) |

|  |           |           |
|  | Marcatori | 81’ Zecca |

| Seregno 30 gennaio 1949 23ª giornata | Seregno        | 0 – 0 | Reggiana | Stadio Ferruccio Trabattoni\| Arbitro: \| Mosca (Napoli) \| |
| Arbitro:                             | Mosca (Napoli) |       |          |                                                             |

| Arbitro: | Barbieri (Milano) |

|                            |           |            |
| Forlani 17’, 27’, 60’, 69’ | Marcatori | 59’ Zordan |

| Arbitro: | Molon (Verona) |

|                                                |           |  |
| Giraudo 17’ Bassi 30’ Sotgiu 48’ Pietruzzi 75’ | Marcatori |  |

| Arbitro: | Massironi (Milano) |

|                                  |           |  |
| Bonaretti 25’ Giaroli 43’ (rig.) | Marcatori |  |

| Arbitro: | Canavesio (Torino) |

|             |           |              |
| Forlani 20’ | Marcatori | 60’ Bronzoni |

| Arbitro: | Franzi (Vercelli) |

|                            |           |               |
| Bodini 55’, 74’ Fusari 56’ | Marcatori | 19’ Mantovani |

| Arbitro: | Stampacchia (Napoli) |

|             |           |  |
| Cortini 30’ | Marcatori |  |

| Arbitro: | Bergomi (Milano) |

|                                 |           |            |
| Emiliani 14’, 60’ Cremonesi 46’ | Marcatori | 7’ Ganassi |

| Arbitro: | Camiolo (Milano) |

|                  |           |  |
| A. Marmiroli 43’ | Marcatori |  |

| Arbitro: | Tibaldi (Savona) |

|                                     |           |                                            |
| Bertolucci 4’, 34’ Calichio 8’, 41’ | Marcatori | 21’ Arcari IV 44’ A. Marmiroli 65’ Forlani |

| Arbitro: | Arpaia (Roma) |

|                                        |           |               |
| Fekete 68’ (rig.) Corti 70’ Farina 84’ | Marcatori | 24’ Arcari IV |

| Arbitro: | Parpaiola (Padova) |

|                                              |           |  |
| Bonaretti 17’, 70’ Arcari IV 19’ Forlani 83’ | Marcatori |  |

| Arbitro: | Scotto (Savona) |

|                           |           |  |
| Bonaretti 25’ Forlani 63’ | Marcatori |  |

| Arbitro: | Corallo (Lecce) |

|                                    |           |  |
| Pietta 14’, 44’ Aliprandi 40’, 88’ | Marcatori |  |

| Arbitro: | Bertolio (Torino) |

|                              |           |  |
| Arcari IV 48’ Beghi 80’, 82’ | Marcatori |  |

| Arbitro: | Canavesio (Torino) |

|                           |           |          |
| Forlani 14’ Arcari IV 41’ | Marcatori | 28’ Mele |

| Arbitro: | Buratti (Milano) |

|                           |           |  |
| Morisco 53’ Quaresima 76’ | Marcatori |  |

| Arbitro: | Scotto (Savona) |

|                                     |           |          |
| Bonaretti 13’ Forlani 35’ Beghi 38’ | Marcatori | 41’ Stua |

| Arbitro: | Canavesio (Torino) |

|  |           |                               |
|  | Marcatori | 18’, 69’ Tolloi 33’ Bonaretti |

| Arbitro: | Camiolo (Milano) |

|                                |           |  |
| Bonaretti 47’, 50’ Forlani 74’ | Marcatori |  |

## Statistiche

### Statistiche di squadra
| Competizione | Punti | In casa | In casa | In casa | In casa | In casa | In casa | In trasferta | In trasferta | In trasferta | In trasferta | In trasferta | In trasferta | Totale | Totale | Totale | Totale | Totale | Totale | DR |
| Competizione | Punti | G       | V       | N       | P       | Gf      | Gs      | G            | V            | N            | P            | Gf           | Gs           | G      | V      | N      | P      | Gf     | Gs     | DR |
| ------------ | ----- | ------- | ------- | ------- | ------- | ------- | ------- | ------------ | ------------ | ------------ | ------------ | ------------ | ------------ | ------ | ------ | ------ | ------ | ------ | ------ | -- |
| Serie B      | 39    | 21      | 14      | 2       | 5       | 38      | 13      | 21           | 4            | 1            | 16           | 18           | 43           | 42     | 18     | 3      | 21     | 56     | 56     | 0  |

### Statistiche dei giocatori
| Giocatore     | Serie B  | Serie B |
| Giocatore     | Presenze | Reti    |
| ------------- | -------- | ------- |
| B. Arcari     | 24       | 6       |
| R. Beghi      | 37       | 12      |
| C. Benelli    | 28       | 1       |
| O. Bonacini   | 1        | 0       |
| A. Bonaretti  | 17       | 8       |
| B. Borri      | 29       | 0       |
| A. Cortini    | 34       | 1       |
| G. Forlani    | 31       | 13      |
| L. Ganassi    | 26       | 2       |
| G. Giaroli    | 38       | 2       |
| A. Lucchese   | 22       | 0       |
| P. Manfredini | 3        | -7      |
| W. Mantovani  | 10       | 1       |
| A. Marmiroli  | 16       | 4       |
| L. Martinelli | 39       | -49     |
| A. Panciroli  | 34       | 0       |
| R. Rossi      | 21       | 0       |
| L. Saccani    | 2        | 0       |
| A. Tolloi     | 27       | 4       |
| L. Zavatti    | 25       | 0       |